# Phyllonorycter grewiella
Phyllonorycter grewiella là một loài bướm đêm thuộc họ Gracillariidae. Nó được tìm thấy ở Nam Phi.
Chiều dài của cánh trước là 2,4-2,8 mm. Ấu trùng ăn Grewia bicolor, Grewia flava, Grewia flavescens, Grewia hexamita, Grewia messinica, Grewia monticola và Grewia villosa. Chúng ăn lá nơi chúng làm tổ. 